# Pimelodus pictus
Pimelodus pictus is een straalvinnige vissensoort uit de familie van de antennemeervallen (Pimelodidae). De wetenschappelijke naam van de soort is voor het eerst geldig gepubliceerd in 1876 door Franz Steindachner.
De soort komt voor in de bekkens van de Amazone en de Orinoco. Ze wordt tot 15 cm lang. Ze wordt ook gehouden in aquariums. Een grote tank (minimaal 120 cm) is nodig.
Wetenschappers van de universiteit van Chicago hebben voor het eerst aangetoond dat de borstvinnen van de Pimelodus pictus neuronen en cellen bevatten die gevoelig zijn voor aanrakingen. Dit is een belangrijke vondst, omdat het inzicht geeft in de evolutie van tastzin. De Pimelodus pictus is een straalvinnige vis, die je soms in aquariums tegenkomt, maar van nature in de rivier de Amazone leeft.